# Бремен (Мен)
Бремен (англ. Bremen) — місто (англ. town) в США, в окрузі Лінкольн штату Мен. Населення — 823 особи (2020).

## Демографія
Згідно з переписом 2010 року, у місті мешкало 806 осіб у 353 домогосподарствах у складі 238 родин. Було 651 помешкання
Расовий склад населення:
| - 99,5 % — білих - 0,1 % — азіатів |

До двох чи більше рас належало 0,4 %. Частка іспаномовних становила 0,2 % від усіх жителів.
За віковим діапазоном населення розподілялося таким чином: 19,0 % — особи молодші 18 років, 55,8 % — особи у віці 18—64 років, 25,2 % — особи у віці 65 років та старші. Медіана віку мешканця становила 50,3 року. На 100 осіб жіночої статі у місті припадало 94,7 чоловіків;  на 100 жінок у віці від 18 років та старших — 93,8 чоловіків також старших 18 років.
Середній дохід на одне домашнє господарство  становив 69 564 долари США (медіана — 60 556), а середній дохід на одну сім'ю — 77 297 доларів (медіана — 67 500). Медіана доходів становила 40 938 доларів для чоловіків та 39 306 доларів для жінок. За межею бідності перебувало 5,7 % осіб, у тому числі 7,7 % дітей у віці до 18 років та 3,8 % осіб у віці 65 років та старших.
Цивільне працевлаштоване населення становило 414 осіб. Основні галузі зайнятості: освіта, охорона здоров'я та соціальна допомога — 28,0 %, роздрібна торгівля — 13,3 %, сільське господарство, лісництво, риболовля — 12,3 %.